# Tom Hiddleston
Thomas William "Tom" Hiddleston (Westminster, Londres, Anglaterra, 9 de febrer de 1981) és un actor anglès.
Tom va assolir la fama mundial el 2011 interpretant el déu de l'engany Loki en l'adaptació cinematogràfica Thor, de Marvel Studios i dirigida per Kenneth Branagh.
El 2012 va tornar a interpretar Loki en The Avengers, paper el qual li va assegurar la permanència en el món del cinema rebent crítiques favorables.
El 2011 va ser nominat al premi BAFTA en la categoria de Millor Estrella Ascendent i nominat a un Premi Saturn.

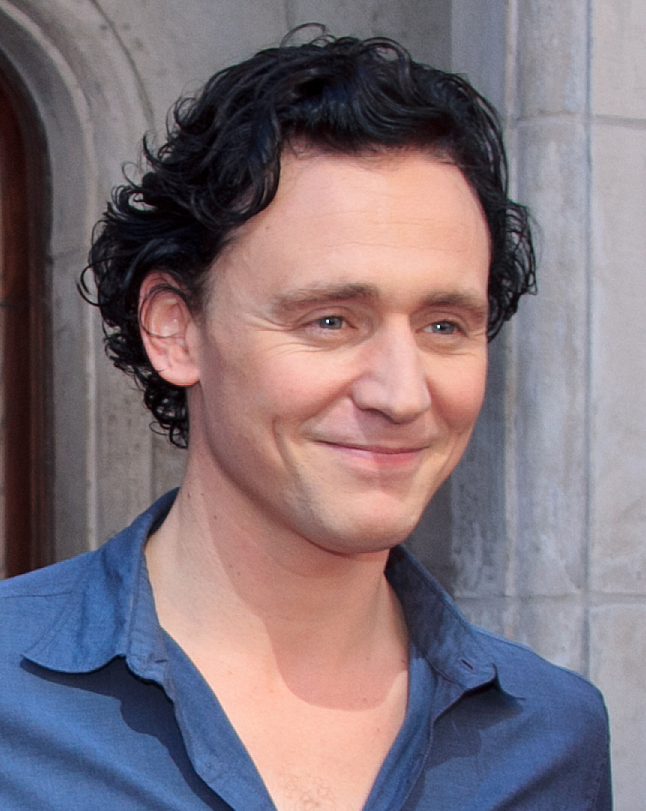
Hiddleston a Toronto (2011)

## Biografia
Thomas William Hiddleston va néixer el 9 de febrer de 1981 a Westminster, Londres. És fill de Diana Patricia Servaes, antiga actriu de teatre i de James Norman Hiddleston, fisicoquímic i director d'una empresa farmacèutica. El seu pare és de Greenock, Escòcia, i la seva mare de Suffolk, Anglaterra. És el segon fill de tres: la seva germana Sarah (la gran) és periodista a l'Índia i Emma (la petita) també és actriu. El seu rerebesavi va ser el productor d'aliments Sir Edmund Hoyle, I Baró de Vestey. Tom va ser criat a Wimbledon de ben jove i després a Oxford. Va començar l'educació primària a The Dragon School a Oxford, i amb 13 anys va començar en l'Eton College, al mateix temps que els seus pares es divorciaven. Posteriorment, va continuar en el Pembroke College de la Universitat de Cambridge, d'on va sortir amb honors en Estudis Clàssics. Es va graduar en la Royal Academy of Dramatic Art (RADA) el 2005.
Té facilitat per a les llengües: a més del seu anglès matern, que ha interpretat amb diversos accents i dialectes al cinema, parla francès, italià i espanyol amb bastant fluïdesa, així com, a més, llatí i grec antic.
Encara a la Universitat de Cambridge, va ser descobert per l'agència Hamilton Hodell en l'obra “Un Tramvia Anomenat Desig”. Després d'això, va ser triat per al seu primer paper en televisió en The Life and Adventures of Nicholas Nickleby on va interpretar a Lord. Va obtenir també un petit paper en la pel·lícula Conspiracy, on va interpretar l'operador de telèfons.
El 2002 va aparèixer en la pel·lícula britànica The Gathering Storm on va interpretar al major Randolph Churchill, fill de Sir Winston Churchill (Albert Finney) i Clementine "Clemmie" Churchill (Vanessa Redgrave). El 2005 va aparèixer en la pel·lícula A Waste of Shame: The Mystery of Shakespeare and His Sonnets on va interpretar John Hall. Tom va guanyar el seu primer paper com Oakley en “Unrelated (2007)”, el fill de George (David Rintoul). Va aparèixer en la minisèrie Return to Cranford (2009), la seqüela de Cranford, on va interpretar William Buxton al costat de Francesca Annis, Jim Carter, Judi Dench, Tim Curri, Imelda Staunton i Jonathan Pryce.

## Carrera
El 2001 va aparèixer en la pel·lícula The Life and Adventures of Nicholas Nickleby on va interpretar Lord i va obtenir un petit paper en la pel·lícula Conspiracy. El 2002 va aparèixer en la pel·lícula britànica The Gathering Storm on va interpretar el Major Randolph Churchill. El 2005 va aparèixer en la pel·lícula A Waste of Shame: The Mystery of Shakespeare and His Sonnets on va interpretar John Hall. El 2007 va aparèixer en la pel·lícula Unrelated on va interpretar Oakley. El 2009 va aparèixer en la minisèrie Return to Cranford, la seqüela de Cranford on va interpretar a William Buxton. El 2010 va aparèixer en la pel·lícula Archipelago on va interpretar Edward, un jove que decideix anar-se'n a Àfrica per fer treball voluntari i la mare decideix reunir la família en una illa per acomiadar-se'n, però la reunió només porta a superfície els problemes de la família. El 2011 va interpretar l'escriptor Francis Scott Fitzgerald en la pel·lícula Midnight in Paris. Aquest mateix any va aparèixer en la pel·lícula Thor on va interpretar el principal antagonista Loki, fill de Laufey i fill adoptiu d'Odín i Frigga, i mig germà del déu nòrdic Thor. També va aparèixer en la pel·lícula War Horse on va interpretar al Capità Nicholls i The Deep Blue Sea on va interpretar a Freddie Page, un jove pilot de la Força Aèria Real.
El 2012 va interpretar de nou el malvat Loki a la pel·lícula The Avengers. La pel·lícula es va convertir en un gran èxit a tot el món tant de crítica com de taquilla. Recaptant 1.519.557.910 dòlars i aconseguint que Loki es convertís en un favorit dels fans. Aquest mateix any donarà vida al rei d'Anglaterra Enric V a la pel·lícula Henry V.
El 2016, va iniciar com a protagonista la minisèrie de la BBC "The Night Manager"

### Marvelː Estrella emergent

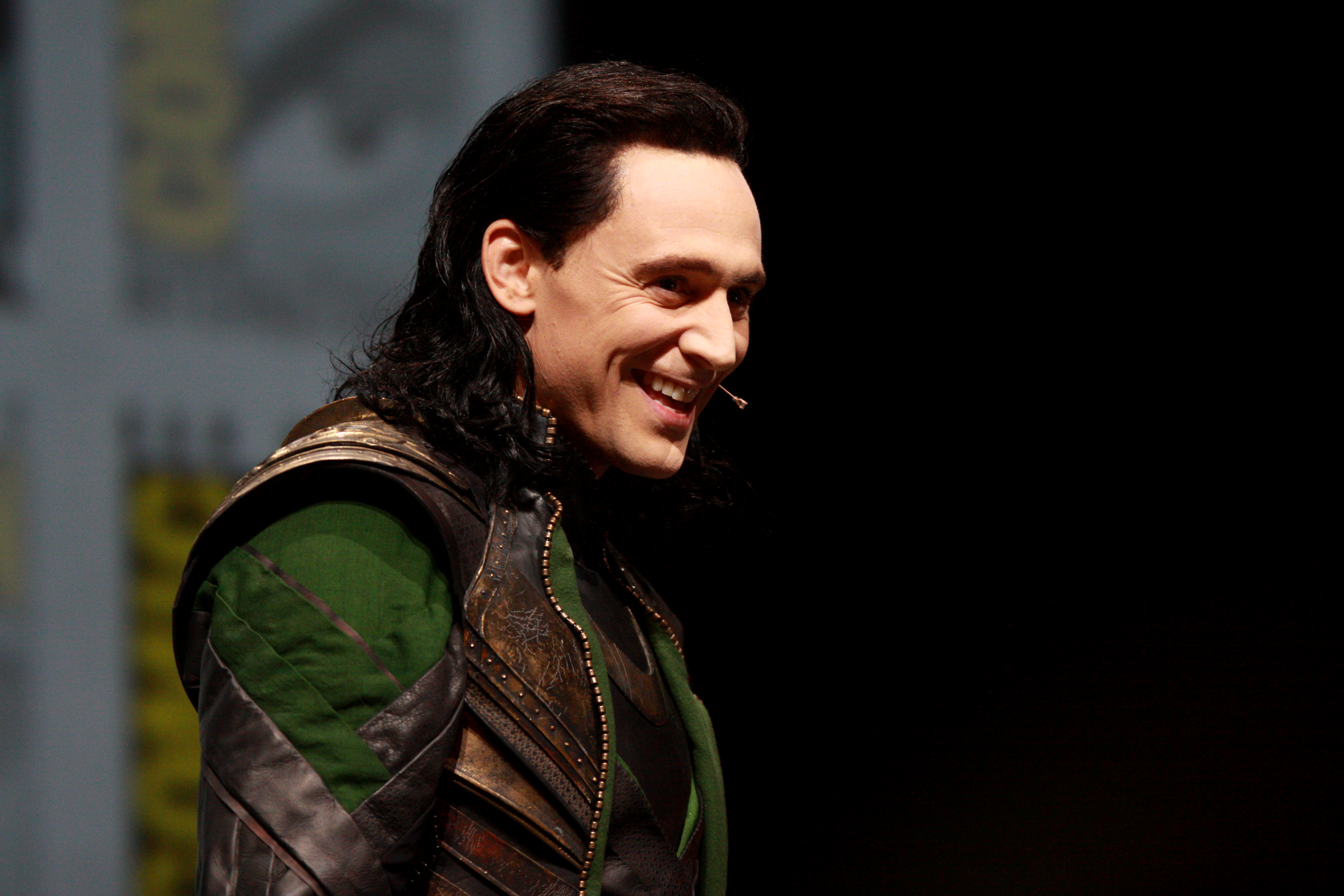
Tom com a Loki en la Comic-Con del 2013, promocionant Thor: The Dark World.

Va aparèixer en la pel·lícula Thor (2011) on va interpretar el principal antagonista "Loki", fill de Laufey, fill adoptiu d'Odin i Frigg i mig germà de Thor El 2013 va aparèixer en Thor: The Dark World on va tornar a interpretar al personatge. El paper de Loki, li va assegurar la permanència al món del cinema, rebent crítiques favorables, tant que el 2011 va ser nominat al premi BAFTA en la categoria de "Millor Estrella Emergent". Va ser confirmat per a la tercera cinta de Marvel Cinematic Universe, (Thor: Ragnarok). Ha tingut la seva pròpia sèrie, Loki tornant a interpretar Loki emesa per la plataforma de Streaming Disney+.

### Altres projectes
El 2012 va donar vida al Rei d'Anglaterra Enric V en la pel·lícula Henry V i apareixerà en les pel·lícules Henry IV, Part 1 i 2 on interpretarà el príncep Enric "Hal", el fill del Rei d'Anglaterra Enric IV (Jeremy Irons).
També va aparèixer en la pel·lícula War Horse, on va interpretar el Capità Nicholls, i en The Deep Blue Sea on va interpretar Freddie Page, un jove pilot de la Força Aèria Reial, que comença una aventura autodestructiva amb Hester Collyer (Rachel Weisz), l'esposa del molt gran jutge William Collyer.
El 2013 va interpretar Adam en la pel·lícula Only Lovers Left Alive.

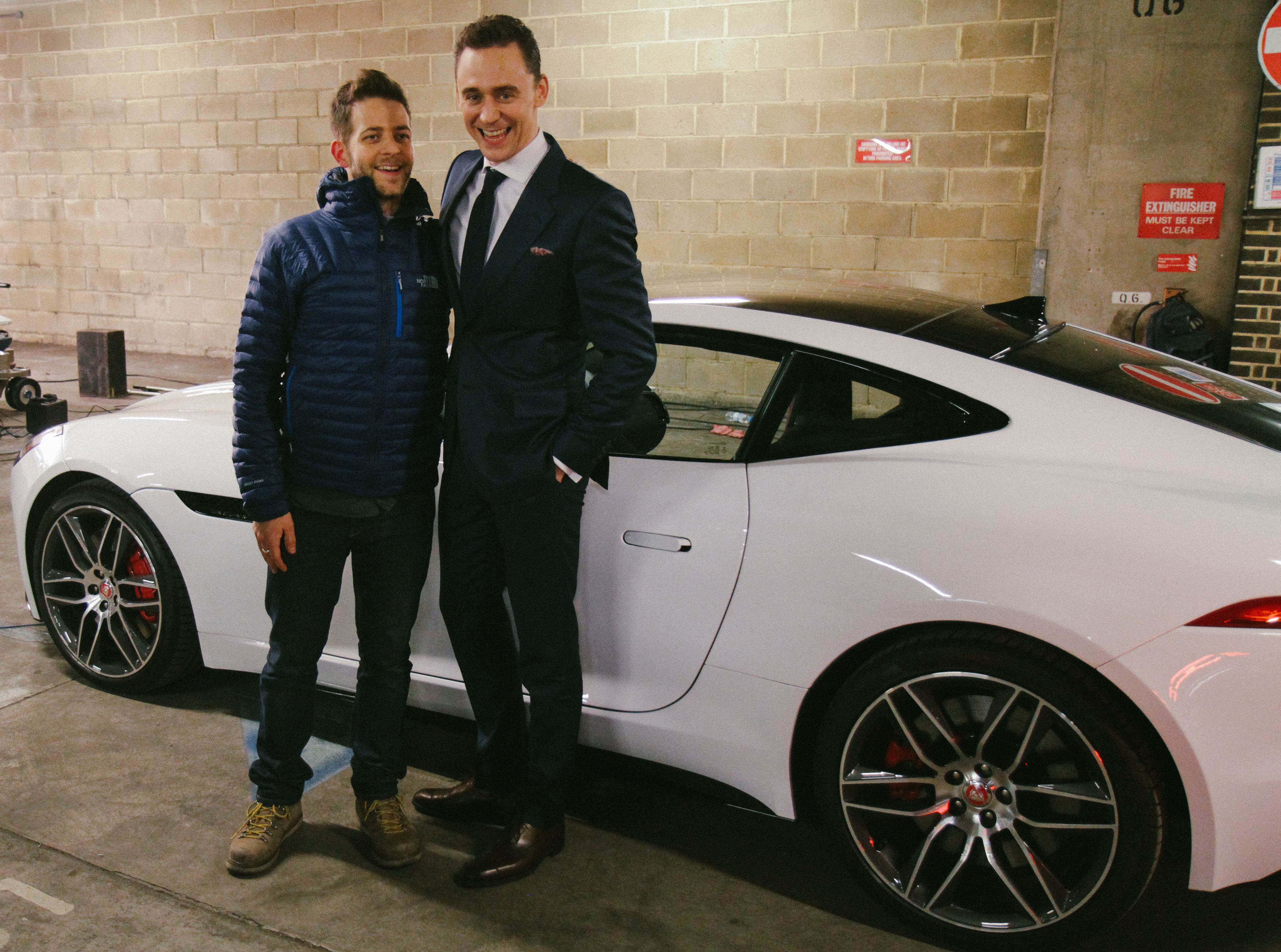
Amb el director Mark Jenkinson en el set comercial de Jaguar al febrer 2014

Un film dramàtic i romàntic sobre vampirs, les vides dels quals es desenvolupen en una atmosfera ombrívola. Es veuen obligats a suportar la ruïna moral de la societat, no obstant això, planegen maneres pacífiques d'obtenir sang per alimentar-se.
El 2014 va tenir una petita participació en Muppets Most Wanted, on va donar vida al personatge Great Escapo.

### Teatre
Al món del teatre, va obtenir el premi Evening Standard Theatre al millor actor de teatre el 2014, pel seu paper en l'obra Coriolanus. En aquest mateix any, va posar la seva veu per a un jove anomenat James Hook, cap d'una banda de pirates, després conegut com a Capità Hook en la pel·lícula de fantasia animada Tinker Bell: The Pirate Fairy. El 2015 ha interpretat el paper de Sir Thomas Sharpe en El cim escarlata. També ha interpretat Robert, un editor de Londres, a l'obra de Harold Pinter, Betrayal.

### Cinema
| Any  | Títol                                        | Personatge            | Notes                                                                              |
| ---- | -------------------------------------------- | --------------------- | ---------------------------------------------------------------------------------- |
| 2023 | Ant-Man and the Wasp: Quantumania            | Loki                  |                                                                                    |
| 2019 | Avengers: Endgame                            | Loki                  |                                                                                    |
| 2018 | Avengers: Infinity War                       | Loki                  |                                                                                    |
| 2017 | Thor: Ragnarok                               | Loki                  |                                                                                    |
| 2016 | Kong: Skull Island                           | James Conrad          |                                                                                    |
| 2015 | I saw the light                              | Hank Williams         | amb Elisabeth Olsen                                                                |
| 2015 | Crimson Peak                                 | Sir. Thomas Sharpe    |                                                                                    |
| 2013 | Thor: The Dark World                         | Loki                  | amb Chris Hemsworth & Natalie Portman                                              |
| 2013 | Black Wings Has My Angel                     | Tim Sunblade          | amb Elijah Wood & Anna Paquin                                                      |
| 2012 | Henry IV, Part 2                             | Enric IV d'Anglaterra | amb Jeremy Irons                                                                   |
| 2012 | Enric V (Henry V)                            | Enric V d'Anglaterra  |                                                                                    |
| 2012 | The Avengers                                 | Loki                  | amb Chris Hemsworth, Robert Downey, Jr., Chris Evans, Jeremy Renner & Mark Ruffalo |
| 2011 | War Horse                                    | Capitán Nicholls      |                                                                                    |
| 2011 | Friend Request Pending                       | Tom                   | Curt                                                                               |
| 2011 | The Deep Blue Sea                            | Freddie Page          | amb Rachel Weisz                                                                   |
| 2011 | Midnight in Paris                            | F. Scott Fitzgerald   | amb Owen Wilson i Adrien Brody                                                     |
| 2011 | Thor                                         | Loki                  | amb Chris Hemsworth, Natalie Portman, Anthony Hopkins.                             |
| 2010 | Archipelago                                  | Edward                |                                                                                    |
| 2008 | Miss Austen Regrets                          | Mr. John Plumptre     |                                                                                    |
| 2007 | Unrelated                                    | Oakley                |                                                                                    |
| 2005 | A Waste of Shame                             | John Hall             |                                                                                    |
| 2002 | The Gathering Storm                          | Randolph Churchill    |                                                                                    |
| 2001 | Conspiracy                                   | Operador de Teléfono  | amb Kenneth Branagh i Colin Firth                                                  |
| 2001 | The Life and Adventures of Nicholas Nickleby | Lord                  |                                                                                    |